# 나가사토 겐키
나가사토 겐키(일본어: 永里 源気, 1985년 12월 16일 ~ )는 일본의 전 축구 선수이다.

## 구단 경력
과거 쇼난 벨마레, 도쿄 베르디, 아비스파 후쿠오카, 방포레 고후, FC 도쿄, 가이나레 돗토리에서 활동하였다.